# Emil Otto (Lektor)
Konrad Friedrich Emil Otto (* 2. Januar 1813 in Kork; † 1878 in Heidelberg) war ein deutscher evangelischer Pfarrer, der aufgrund seiner Beteiligung an der Deutschen Revolution 1848/1849 sein Amt niederlegen musste und daraufhin als Philologe, Buchautor und Lektor der neueren Sprachen an der Universität Heidelberg tätig war.

## Leben
Über den Lebenslauf des promovierten Wissenschaftlers, der vorwiegend an der Ruprecht-Karls-Universität Heidelberg tätig war, ist nur relativ wenig bekannt. Er wirkte in der Mitte des 19. Jahrhunderts. Nach dem Theologiestudium in Heidelberg rezipierte Emil Otto 1834 und war anschließend als Hofmeister in Paris tätig, wodurch seine französischen Sprachkenntnisse gefestigt wurden.
Im Jahre 1840 wurde Emil Otto zum Lehrer an der höheren Bürgerschule in der Stadt Mannheim ernannt. 1847 wurde er Pfarrer in Mühlburg. Seine Entlassung aus dem Pfarrdienst erfolgte im Jahre 1849, weil er sich ein Jahr zuvor an der Badischen Revolution beteiligt hatte. Daraufhin erhielt er eine Lektorstelle für neuere Sprachen an der Universität Heidelberg, wo er fortan wirkte.
Einige seiner Werke für den Schulunterricht an höheren Lehranstalten oder für den privaten Sprachgebrauch erschienen in sehr hoher Auflage noch im 20. Jahrhundert, wie zum Beispiel seine Kleine englische Sprachlehre im Jahre 1960 oder sein Werk Elementary German grammar im Jahre 1990.
Daneben betätigte sich Emil Otto auch dichterisch, wie zum Beispiel mit der Veröffentlichung eines Gedichtbandes über Wildbad oder sein Werk Heidelberg, sein Schloß und seine Pfalzgrafen. Eine historische Dichtung, 1862.
Seine Sprachlehrbücher wurden unter anderem ins Englische, Französische, Italienische, Spanische und ins osmanische Türkisch übersetzt.